# Tomcats
Pour les articles homonymes, voir Tomcats (film).
Tomcats était le nom du premier groupe rockabilly de Brian Setzer, avant de devenir les Stray Cats, nettement plus connus du public. Les Tomcats se composaient de Brian Setzer à la guitare et au chant, de son frère Gary Setzer à la batterie et de Bob Beecher à la basse. Le trio a commencé à se produire dans les clubs de Long Island (New York) en 1979. 
En même temps, Brian Setzer et Bob Beecher faisaient partie d'un autre groupe, les Bloodless Pharaohs qui jouaient du art rock music, selon Gary Setzer.
Tandis que les Bloodless Pharaohs jouaient un peu partout, ne se cantonnant pas qu'à New York, les Tomcats quant à eux restaient à Long Island développant le son et le style qui définira plus tard les Stray Cats. 
Les Bloodless Pharaohs continuaient à se rapprocher du rock new wave, alors que Brian Setzer était beaucoup plus intéressé par le rockabilly. Cela a eu comme conséquence la séparation des Tomcats. Ensuite, Brian Setzer a commencé à travailler avec deux copains de Long Island, Jim McDonnell (plus connu sous le nom de Slim Jim Phantom, jouant de la batterie) et Lee Drucker (plus connu quant à lui sous le nom de Lee Rocker, jouant de la contrebasse). Au cours de l'été 1980, devant l'indifférence du public, le groupe a vendu son matériel et est parti pour Londres pour renaître sous le nom Stray Cats.